# Blue Barron
Blue Barron (ur. 19 listopada 1913 zm. 16 lipca 2005) – amerykański lider orkiestry.

## Wyróżnienia
Posiada swoją gwiazdę na Hollywoodzkiej Alei Gwiazd.